# یورقل
یورقل (به کردی: یۆرقوڵ، Yorqull) روستایی از توابع بخش زیویه در شهرستان سقز است که در استان کردستان ایران قرار دارد.

## جمعیت
این روستا در دهستان گل‌تپه واقع شده و براساس سرشماری سال ۱۳۸۵، جمعیت آن ۳۶۸ نفر (۸۷ خانوار) بوده‌است.